# Instituto Oswaldo Cruz

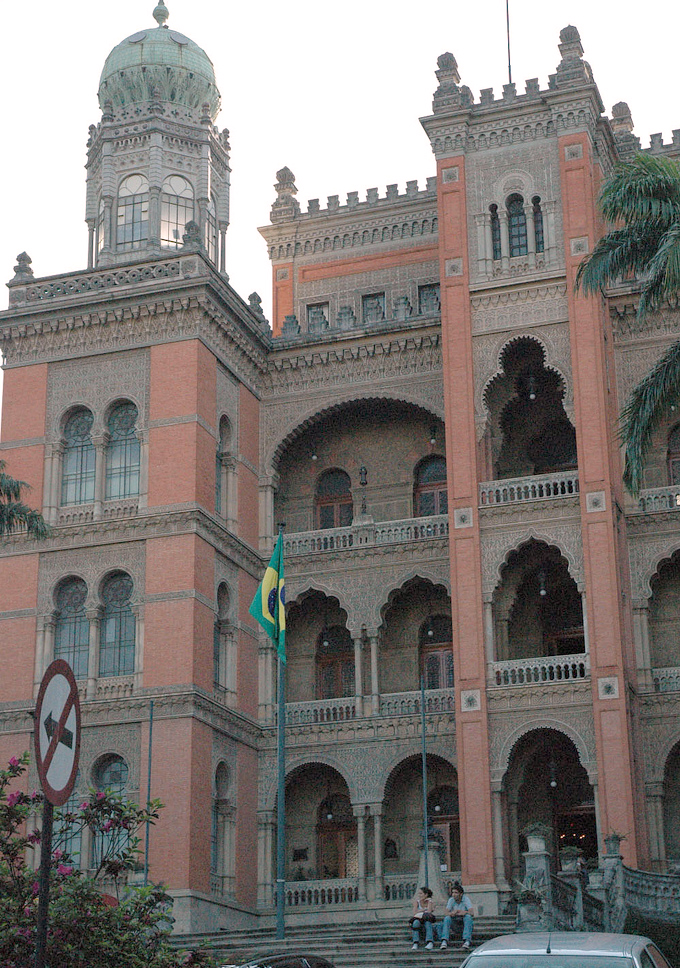
Fiocruz (2006)

Het Instituto Oswaldo Cruz, ook wel Fiocruz genoemd, is een Braziliaanse wetenschappelijke instelling. 
De instelling is genoemd naar de bacterioloog Oswaldo Cruz en werd in 1909 te Rio de Janeiro gesticht. Ze is daar gehuisvest in een gebouw van vijf verdiepingen in Moorse stijl, dat in 1910 werd geïnaugureerd. In het gebouw wordt onderzoek verricht naar zowel besmettelijke als virusziekten zoals onder meer gele koorts, meningitis, pokken, polio en tyfus. Tevens worden er daar vaccins tegen deze ziektes ontwikkeld. Voorts is er een gespecialiseerd ziekenhuis in het gebouw gevestigd.